# Pujiang Line
De Pujiang Line is een lijn van de metro van Shanghai. De lijn is een volledig geautomatiseerde metrolijn, zonder bestuurder, en is in 2018 geopend.
Deze lijn was in de oorspronkelijke plannen bedacht als een zuidelijke verlenging van lijn 8. Deze verlenging is uiteindelijk in de vorm van een aparte lijn uitgevoerd. De Pujiang Line bedient de stad Pujiang in het stadsdeel Minhang, en loopt van station Shendu Highway naar station Huizhen Road.
De gebruikte lijnkleur is grijs.